# Simon Grandjean

a Compétitions nationales et continentales officielles uniquement.

Simon Grandjean, né le 27 août 1991, est un joueur de rugby à XIII français évoluant au poste de demi de mêlée. Au niveau senior, il n'a pour l'instant qu'un seul club, Lézignan, avec lequel il a remporté la Coupe de France 2015 et atteint les finales du Championnat de France 2017 et de Coupe de France 2017.

## Palmarès
- Vainqueur de la Coupe de France : 2015 (Lézignan).
- Finaliste du Championnat de France : 2017 (Lézignan).
- Finaliste de la Coupe de France : 2017 (Lézignan).